# برهان الدين الاخنائي
برهان الدين الاخنائي (ت. 777 هـ / 1375 م) هو فقيه وقاضي، من أهل مصر.
هو إبراهيم بن علي بن محمد بن أبي بكر بن عيسى ابن بدران السعدي برهان الدين الاخنائي ثم المصري المالكي، ونسبته إلى إخنا من أعمال الإسكندرية. كان شافعيا كأبيه ثم تحول مالكيا. ولي الحسبة ثم قضاء الديار المصرية إلى أن توفي بالقاهرة.

## آثاره
- له مختصر سماه «الهداية والاعلام بما يترتب على قبيح القول من الاحكام»، وقد تم تحقيقه من قبل براء عمر مصطفى بدير (رسالة ماجستير).[2]